# West Yorkshire
West Yorkshire er et metropolitan county (storbyamt) i England i regionen Yorkshire and the Humber. Amtet opstod i 1974 efter kommunalreformen, der blev vedtaget i 1972.
West Yorkshire ligger inde i landet og består af fem administrative distrikter (metropolitan boroughs): City of Bradford, Calderdale, Kirklees, City of Leeds og City of Wakefield. Amtet grænser op til Derbyshire mod syd, Greater Manchester mod sydvest, Lancashire mod nordvest, North Yorkshire mod nord og øst samt South Yorkshire mod sydøst.
I 1986 blev amtsrådet nedlagt, hvorefter de administrative distrikter er selvstyrende kommuner. Amtet, der er på 2.029 km², fortsat eksisterer i lovgivningen og som geografisk reference. Det omfatter det mest befolkningstætte område i Yorkshire 2.320.000 indbyggere (2019).

## Historie
Med oprettelsen af West Yorkshire i 1974 fik man næsten genoprettet det historiske West Riding-distrikt med tilføjelse af byerne Bradford, Dewsbury, Halifax, Huddersfield, Leeds og Wakefield. Historisk har dette område haft stor tekstilindustri med undtagelse af Huddersfield, der har været præget af kulminedrift.
West Yorkshires amtsråd overtog fra West Riding rådsbygningen, der var etableret i 1898 i Wakefield. Efter nedlæggelsen af amtsrådet i 1987 blev bygningen overtaget af City of Wakefield som dennes rådsbygning. De beslutninger af hovedsageligt strategisk karakter, som amtsrådet indtil da havde taget, blev fra 1987 overladt til bydelsrådene, der nedsatte tværgående styrelser på overordnede områder som politi, brandvæsen og offentlig transport.
Trods fratagelsen af amtsrådet eksisterer West Yorkshire fortsat som metropolitan og ceremonielt amt, der har lord lieutenant og high sheriff udnævnt af kronen.
I 1888 fik Wakefields kirke status af katedral og Wakefield fik eget stift, hvilket medførte at byen søgte og fik købstadsstatus samme år. Imidlertid førte den industrielle udvikling til, at Leeds og Bradford overhalede Wakefield som områdets største byer. De to fik købstadsstatus i henholdsvis 1893 og 1897. Leeds' rådsbygning blev taget i brug i 1858 og har fortsat navn efter det som Leeds Town Hall (frem for City Hall), mens Bradfords tilsvarende bygning skiftede Town ud med City i 1965 (Bradford City Hall).
| Efter 1974 | Efter 1974           | Før 1974                  | Før 1974                           | Før 1974                                                                                 | Før 1974                              |
| Metropolitan county                                                                                                   | Metropolitan borough | County boroughs           | Ikke-county boroughs               | Bydistrikter                                                                             | Landdistrikter                        |
| --- | -------------------- | ------------------------- | ---------------------------------- | ---------------------------------------------------------------------------------------- | ------------------------------------- |
| West Yorkshire er sammensat af 53 tidligere lokaldistrikter, herunder seks county boroughs og ti ikke-county boroughs | Bradford             | Bradford                  | Keighley                           | Baildon • Bingley • Denholme • Ilkley • Queensbury and Shelf •Silsden • Shipley •        | Skipton                               |
| West Yorkshire er sammensat af 53 tidligere lokaldistrikter, herunder seks county boroughs og ti ikke-county boroughs | Calderdale           | Halifax                   | Brighouse • Todmorden •            | Elland • Hebden Royd • Queensbury and Shelf • Ripponden • Sowerby Bridge •               |                                       |
| West Yorkshire er sammensat af 53 tidligere lokaldistrikter, herunder seks county boroughs og ti ikke-county boroughs | Kirklees             | Huddersfield • Dewsbury • | Batley • Spenborough •             | Colne Valley • Denby Dale • Heckmondwike • Holmfirth • Kirkburton • Meltham • Mirfield • |                                       |
| West Yorkshire er sammensat af 53 tidligere lokaldistrikter, herunder seks county boroughs og ti ikke-county boroughs | Leeds                | Leeds                     | Morley • Pudsey •                  | Aireborough • Garforth • Horsforth • Otley • Rothwell •                                  | Tadcaster • Wharfedale • Wetherby •   |
| West Yorkshire er sammensat af 53 tidligere lokaldistrikter, herunder seks county boroughs og ti ikke-county boroughs | Wakefield            | Wakefield                 | Castleford • Ossett • Pontefract • | Featherstone • Hemsworth • Horbury • Knottingley • Normanton • Stanley •                 | Hemsworth • Osgoldcross • Wakefield • |

## Geografi
Næsten hele West Yorkshires undergrund stammer fra kultiden, og klipperne herfra danner det sydlige af Penninerne mod vest og Yorkshires kulfelt mod øst. Allerøstligst i amtet er der yngre aflejringer af magnesiumholdig limsten. Landskabet i Bradford og Calderdale præges af de østlige skråninger af Penninerne, der er højest mod vest og gennemskæres af mange dale med stejle skrænter. Der er en høj grad af store industrianlæg, byområder og transportruter mellem åbent land. Det tætte net af veje, jernbaner, kanaler og byudvikling, der afgrænses af dalene, skaber spændende udsigter over bebyggelser og de omgivende bakkesider.
Klipperne fra kultiden i Yorkshires kulfelt har skabt et bølget landskab med bakker, skråninger og brede dale. I dette område er der talrige vidnesbyrd om både nuværende og tidligere industrielle aktiviteter. Der er adskillige forladte og ombyggede minekonstruktioner samt landskab, der er genetableret på bunker af restmaterialer. Landskabet er en blanding af bebyggede områder, industriområder med forfaldne anlæg og åbent landbrugsland. Bebyggelserne i området følger typisk transportruterne, herunder kanaler, jernbaner og veje, men der er også elementer af det præindustrielle landskab samt delvist naturlig vegetation, der har over levet industrialiseringen. Der er store områder, hvor den fremrykkende bydannelse har skabt opdelt landskab, hvor naturen er på retur. Byernes indflydelse på landskabet er temmelig markant efterhånden.
I området med magnesiumholdig limsten øst for Leeds og Wakefield findes en lav højderyg med blødt, bølget landskab, der gennemskæres af tørre dale. Her finder man mindre og større landejendomme med parker og kulturskov, plantager og tilflugtsteder for vildt.
Floderne Aire og Calder afvander området med løb fra vest mod øst.

### Klima
West Yorkshire har kystklima i lighed med det meste af Storbritannien. Amtet er lidt køligere end amterne umiddelbart mod syd på grund af sin placering inde i landet og højdedragene mod vest. Sne og frost er ikke usædvanlig om vinteren. Temperaturene varierer hen over året med op til 30° C om sommeren og ned til -16° C om vinteren, men det mest normale udsving går mellem -1° og 20° C.
| Vejr for West Yorkshire                  | Vejr for West Yorkshire | Vejr for West Yorkshire | Vejr for West Yorkshire | Vejr for West Yorkshire | Vejr for West Yorkshire | Vejr for West Yorkshire | Vejr for West Yorkshire | Vejr for West Yorkshire | Vejr for West Yorkshire | Vejr for West Yorkshire | Vejr for West Yorkshire | Vejr for West Yorkshire | Vejr for West Yorkshire |
|                                          | Jan                     | Feb                     | Mar                     | Apr                     | Maj                     | Jun                     | Jul                     | Aug                     | Sep                     | Okt                     | Nov                     | Dec                     | År                      |
| ---------------------------------------- | ----------------------- | ----------------------- | ----------------------- | ----------------------- | ----------------------- | ----------------------- | ----------------------- | ----------------------- | ----------------------- | ----------------------- | ----------------------- | ----------------------- | ----------------------- |
| Gennemsnitlig maks °C                    | 7                       | 7                       | 9                       | 12                      | 15                      | 19                      | 21                      | 20                      | 17                      | 14                      | 10                      | 7                       | 13                      |
| Gennemsnitlig min °C                     | 1                       | 2                       | 3                       | 5                       | 7                       | 10                      | 13                      | 12                      | 10                      | 7                       | 5                       | 3                       | 6,5                     |
| Gennemsnitlig nedbør mm                  | 93                      | 67                      | 73                      | 62                      | 58                      | 65                      | 51                      | 63                      | 71                      | 81                      | 83                      | 98                      | 865                     |
| Kilde (2011-02-14): www.metoffice.gov.uk |                         |                         |                         |                         |                         |                         |                         |                         |                         |                         |                         |                         |                         |

Tallene er udledt af grafer i kilden; temperaturene er fra Sheffield, der dog ligger i South Yorkshire (ingen målinger tilgængelige fra selve West Yorkshire), mens nedbøren er taget fra Bradford.

## Politik
Fra West Yorkshire er der valgt 23 medlemmer til Parlamentet. Ved seneste valg var 15 af disse valgt fra Labour, 6 fra Konservative og 2 fra Liberale Demokrater. Lokalt er der i de fleste administrative distrikter en nogenlunde tilsvarende fordeling bortset fra Wakefield, der gennem lang tid har været en af Labours højborge.
Blandt de sager, der er aktuelle i disse år, er indførelse af en nærbane over store dele af amtet. Et forslag om et større projekt med udgangspunkt i Leeds blev afvist af regeringen i 2005.

## Demografi
| Distrikt          | Areal km2 | Befolkning | Befolkningstæthed |
| ----------------- | --------- | ---------- | ----------------- |
| City of Bradford  | 366,42    | 497.400    | 1.346             |
| Calderdale        | 363,92    | 200.100    | 545               |
| Kirklees          | 408,60    | 401.000    | 975               |
| City of Leeds     | 551,72    | 761.100    | 1.360             |
| City of Wakefield | 338,61    | 321.600    | 949               |

## Økonomi
Den følgende tabel over bruttoregionalprodukter er udregnet i pristal svarende til 2005 og angivet i millioner pund.
| År   | Bruttoregionalprodukt | Landbrug | Industri | Service |
| ---- | --------------------- | -------- | -------- | ------- |
| 1995 | 21.302                | 132      | 7.740    | 13.429  |
| 2000 | 27.679                | 80       | 8.284    | 19.314  |
| 2003 | 31.995                | 91       | 8.705    | 23.199  |

### Erhverv
West Yorkshire er vokset op med flere erhverv. Bradford, Halifax og Huddersfield har haft store uldvarefabrikker, Leeds har traditionelt fremstillet tøj, mens metalindustri betød udvikling for det sydlige Leeds. Wakefield, Castleford, Pontefract, Syd- og Østleeds var traditionelt kulmineområder. Beklædningsindustrien faldt i betydning i løbet af det 20. århundrede, mens minedriften mistede sin plads i 1980'erne og 1990'erne, så der i dag kun er en enkelt overfladekulmine tilbage.
Leeds har i stedet haft held til at tiltrække finansielle firmaer med mange banker, byggefirmaer og forsikringsselskaber. I Wakefield er der ligeledes kommet nye servicevirksomheder, herunder call centre. To af landets største supermarkedskæder har hjemsteder i amtet, nemlig Morrisons (Bradford) og Asda (Leeds).

## Trafik
West Yorkshire ligger indiskutabelt i en strategisk vigtig del af Yorkshire. M1, M62 og A1(M) går gennem amtet og suppleres af lokale motorveje omkring Leeds og Bradford. De to største jernbanestationer i området er Leeds og Wakefield Westgate Railway Station. Stationen i Leeds er den eneste hovedbanegård i Yorkshire og en af blot tre i Nordengland. Den største lufthavn i Yorkshire er også beliggende i West Yorkshire, Leeds Bradford International Airport.
I modsætning til South Yorkshire findes der ikke i amtet et egentligt nærbanesystem; et ambitiøst forslag med centrum i Leeds er blevet afvist af regeringen, og for tiden arbejdes der på at fremsætte et alternativt forslag. Indtil videre styres den offentlige transport af West Yorkshire Passenger Transport Executive.